# Фоксаль
52°14′02″ пн. ш. 21°01′18″ сх. д. / 52.2339° пн. ш. 21.0217° сх. д.
Фоксаль — одна з вулиць у Середмісті Варшави.

## Назва
Назва вулиці (Foksal) — спольщений варіант лондонської вулиці Воксголл (Vauxhall).

## Важливі об'єкти
- Палац графа Константія Замойського (садиба галереї Фоксаль, №№ 1/2/4)
- Палац Станіслава Воловського (№№ 3/5)
- Палац Пшездзецьких (№ 6)
- Збір (будинок) Церкви адвентистів сьомого дня (№ 8)
- Палац Марії Пшездзецької (№ 10)
- Кам'яниця металістів (№ 11)
- Кам'яниця Ґжеґожа Вайнштайна (проєкт Артура Шпіцбарта, № 13)
- Кам'яниця Artura Spitzbartha (nr 15)[16]
- Кам'яниця графа Ксаверія Браніцького (№№ 16/18)
- Кам'яниця Генрика Лефенфіша (№ 17)
- Кам'яниця Варшавського веслярського товариства (№ 19)